# Raymond Cayouette
Pour les articles homonymes, voir Cayouette.
Raymond Cayouette (1916-2006) est un ornithologue québécois et le fondateur du Club ornithologique de Québec.

## Biographie
C'est le jour de Noël 1925 qu'il se prend de passion pour les oiseaux après avoir observé une bande de Gros-becs errants dans la cour familiale. Il reçoit en cadeau de son père le premier guide ornithologique québécois, le seul disponible en français, L'Inventaire des oiseaux du Québec, publié en 1906 par Charles-Eusèbe Dionne.
En 1943, il instigue le premier recensement ornithologique de Noël à Québec, qui permet de recenser 10 espèces à l'aide de deux collègues. Cette tradition a toujours lieu annuellement, et a attiré en 2005 plus de 100 ornithologues qui ont recensé l'avifaune d'un territoire de 12 km de rayon de la région de Québec, (19 166 spécimens de 60 espèces).
En 1955, il est le cofondateur du Club d'ornithologie de Québec, qui ouvrira la voie à la création d'une trentaine d'autres clubs similaires au Québec.
Il est fortement impliqué durant 42 ans dans la Société zoologique de Québec, où il agit à titre de responsable des volières et ensuite du jardin zoologique du Québec, mais aussi en tant que rédacteur des Carnets de zoologie. On lui doit plusieurs centaines d'articles de vulgarisation scientifique, tant dans cette publication que dans Le Naturaliste canadien, la Revue canadienne de biologie, Le Jeune Naturaliste (maintenant Québec Science), Le Bulletin ornithologique, The Auk et le Canadian Field-Naturalist.
Avec le peintre animalier Jean-Luc Grondin, il est l'auteur en 1972 du livre Les Oiseaux du Québec, qui devient le premier guide ornithologique québécois exhaustif depuis celui de Dionne. Fort d'un succès de librairie avec 25 000 exemplaires vendus, il récidive avec Nichoirs d'oiseaux en 1978, qui fera encore mieux avec 35 000 exemplaires vendus.
Il partage sa passion pour les oiseaux en tant que conférencier au Camp Marie-Victorin du Lac Trois-Saumons et comme conseiller scientifique pour les chroniques ornithologiques de Pierre Morency à Radio-Canada entre 1977 et 1991. Il agit également sur le terrain par le baguage de plusieurs milliers de passereaux sauvages entre 1940 et 1985.
En septembre 2005, l'Association québécoise des groupes d'ornithologues lui remet la première édition du prix Charles-Eusèbe-Dionne, pour l'ensemble de son œuvre, au gala du 50e anniversaire de fondation du premier club ornithologique du Québec qu'il avait contribué à fonder.
Il est mort en 2006 dans l'arrondissement des Rivières de la ville de Québec.
Il avait épousé Marguerite Laverdière, avec qui il a eu quatre enfants.